# Zimmermann-Depesche

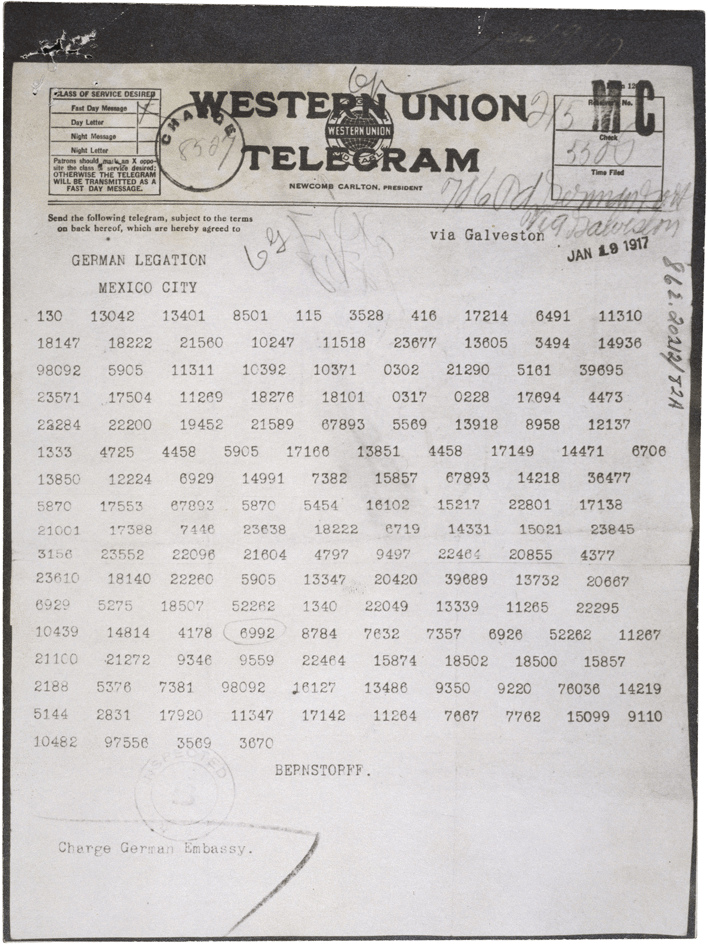
Zimmermann-Depesche

Die Zimmermann-Depesche (auch: Zimmermann-Telegramm) war ein verschlüsseltes Telegramm, das Arthur Zimmermann, der deutsche Staatssekretär des Auswärtigen Amts, am 19. Januar 1917 (andere Quellen sprechen vom 13. oder dem 16. Januar) über die deutsche Botschaft in Washington, D.C. an den deutschen Gesandten in Mexiko schickte.
Ziel war ein Bündnis zwischen dem Deutschen Reich und Mexiko für den Fall, dass die Vereinigten Staaten im Ersten Weltkrieg ihre Neutralität aufgeben sollten. Der Regierung von Mexiko wurde in diesem Falle Unterstützung in Aussicht gestellt für die Rückgewinnung von Teilen des 1848 an die Vereinigten Staaten verlorengegangenen Territoriums; im Vertrag von Guadalupe Hidalgo hatte Mexiko über 40 Prozent seines Territoriums (Kalifornien, Nevada, Arizona, New Mexico, Utah sowie Teile von Colorado und Wyoming) abtreten müssen. Auch von einem Bündnis mit Japan war die Rede, das Teile der amerikanischen Westküste erhalten könnte.
Das Telegramm wurde vom britischen Marinegeheimdienst abgefangen und entziffert. Dessen Chef, Captain R.N. William Reginald Hall, veranlasste die Regierung der Vereinigten Staaten unter Präsident Woodrow Wilson, ihre Neutralitätspolitik zu überdenken, und trug entscheidend dazu bei, die US-amerikanische Öffentlichkeit für den Kriegseintritt einzustimmen. Dabei hatte auch die Erinnerung an die Unternehmung Napoleons III. 1861–1867 in Mexiko eine Rolle gespielt, der den Erzherzog Maximilian, einen Bruder Kaiser Franz Josephs von Österreich, 1864 zum Kaiser von Mexiko gemacht hatte (1864–1867), um auf dem amerikanischen Kontinent dem monarchischen Prinzip gegenüber der republikanischen Idee zum Durchbruch zu verhelfen.

## Inhalt

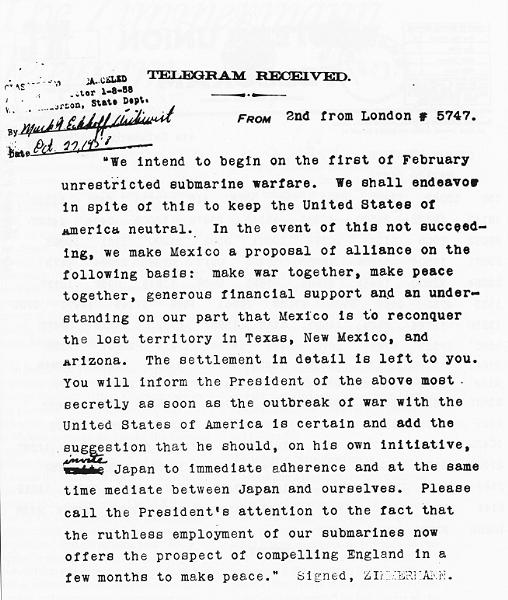
Entzifferter und ins Englische übersetzter Klartext der Zimmermann-Depesche

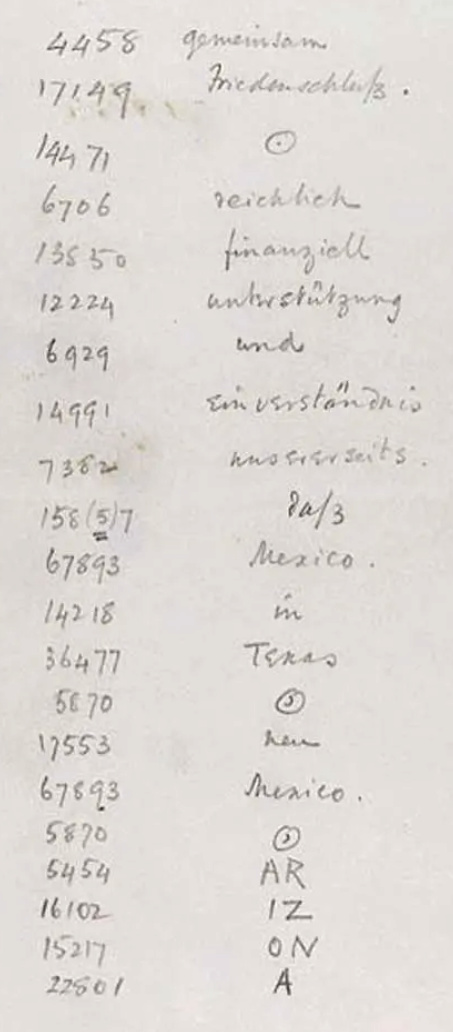
Entzifferte Begriffe

Ursprünglich hatten die britischen Kryptoanalytiker nur einen Teil des Telegramms entziffert, doch auch dieser war schon brisant genug:

„Streng geheim
Beginn des uneingeschränkten U-Boot-Krieges auf den ersten Februar festgesetzt stop Bemühen uns trotzdem die Vereinigten Staaten neutral zu halten stop (?) Sollte das nicht … So machen wir (Mexiko?) einen Bündnisvorschlag auf folgender Basis: … Kriegsführung … Friedensschluß und …
Sie werden den Präsidenten … So geheim wie möglich in Kenntnis setzen … (Ausbruch des?) Krieges mit den Vereinigten Staaten … (Japan) … Vermitteln soll stop. Machen Sie bitte dem Präsidenten deutlich daß … Unterseeboote … England binnen weniger Monate zum Friedensschluß zu zwingen stop Bestätigen Sie Empfang
Zimmermann“

In der Zahlenfolge „67893“ erkannten die Analytiker die feststehende Gruppe, die „Mexiko“ bedeutete. Sie warteten also, bis der deutsche Botschafter in den Vereinigten Staaten das Telegramm neu verschlüsselt nach Mexiko weiterleitete. Und dies geschah nach einem älteren Code, der dem britischen Geheimdienst bereits bekannt war. Die Botschaft des vollständig entschlüsselten Telegramms lautet:

„Wir beabsichtigen, am ersten Februar uneingeschränkten U-Boot-Krieg zu beginnen. Es wird versucht werden, Amerika trotzdem neutral zu halten. Für den Fall, dass dies nicht gelingen sollte, schlagen wir Mexiko auf folgender Grundlage Bündnis vor. Gemeinsame Kriegführung. Gemeinsamer Friedensschluss. Reichlich finanzielle Unterstützung und Einverständnis unsererseits, dass Mexiko in Texas, Neu Mexiko, Arizona früher verlorenes Gebiet zurückerobert. Regelung im einzelnen Euer Hochwohlgeborenen überlassen. Euer Hochwohlgeborenen wollen Vorstehendes Präsidenten streng geheim eröffnen, sobald Kriegsausbruch mit Vereinigten Staaten feststeht, und Anregung hinzufügen, Japan von sich aus zu sofortigem Beitritt einzuladen und gleichzeitig zwischen uns und Japan zu vermitteln. Bitte Präsidenten darauf hinweisen, dass rücksichtslose Anwendung unserer U-Boote jetzt Aussicht bietet, England in wenigen Monaten zum Frieden zu zwingen. Empfang bestätigen.
Zimmermann“

## Folgen
Die Briten hielten den Inhalt des Telegramms über einen Monat zurück; sie wussten nämlich nicht, wie sie den Inhalt der Öffentlichkeit mitteilen konnten, ohne dass die Deutschen entdeckten, dass ihr Code geknackt war. Man verkündete schließlich, das Telegramm sei durch eine Unvorsichtigkeit in der deutschen Botschaft in falsche Hände geraten.
Am 1. März 1917 gab der US-amerikanische Außenminister den Inhalt des Telegramms der Presse bekannt. Am 2. April 1917 bat Präsident Woodrow Wilson den Kongress um die Kriegserklärung an Deutschland.
In der wissenschaftlichen Forschung ist auf beiden Seiten des Atlantiks seit den 1920er Jahren umstritten, wie groß der Anteil der Depesche daran war, den Eintritt der USA in den Ersten Weltkrieg zu befördern. Das Urteil der Historiker hat sich durch Archivquellen, die erst nach und nach zugänglich wurden, immer wieder verändert. Neue, revisionistische Perspektiven entstanden etwa durch den Zweiten Weltkrieg, im und nach dem Ende des Kalten Krieges und im Zuge der Gedenkjahre an den Ersten Weltkrieg 2014–2018. Außerdem gibt es vielfache Spezialforschung zu internationalen Interventionen in den Mexikanischen Bürgerkrieg, zu Spionage und verdeckten Operationen im Ersten Weltkrieg, zu Public Relations und Propaganda oder zur Rolle der Telekommunikation in der Diplomatie. Die mehr als hundertjährige Deutungsgeschichte des Zimmermann-Telegramms ist komplex.
Umstritten ist beispielsweise, wie ernst die US-Regierung die strategische Herausforderung nahm, also das diplomatische Risiko eines transatlantischen Bündnisses gegen die Vereinigten Staaten und das militärische Risiko einer Invasion in der westlichen Hemisphäre. In jedem Fall von herausragender Bedeutung gilt die – durch massive Propaganda verstärkte – Wirkung auf die amerikanische Öffentlichkeit. Sie machte verbreiteten Illusionen ein Ende, die Vereinigten Staaten könnten unabhängig und sorglos vom „Rest der Welt“ leben (Isolationismus).

Die Veröffentlichung des Telegramms im März ging zwar der amerikanischen Kriegserklärung im April voraus. Doch schon im Januar teilte Deutschland den USA die Wiederaufnahme des uneingeschränkten U-Boot-Krieges mit, und als dessen direkte Folge verkündete Präsident Wilson am 3. Februar im Kongress den Abbruch der diplomatischen Beziehungen. Die US-Regierung erfuhr erst Tage später, was die Briten abgefangen hatten. Zahlreiche Historiker bestätigen daher die Sichtweise, die der deutsche Botschafter Johann Heinrich Graf von Bernstorff 1919 mündlich im Reichstags-Untersuchungsausschuss für die Schuldfragen des Weltkrieges und 1920 in seinen Erinnerungen niederlegte:
Damit war der Krieg entschieden, wenn er auch nicht gleich erklärt wurde. Alles, was folgte, war nur noch Kriegsvorbereitung oder Kriegspropaganda. Nichts außer der Preisgabe des U-Boot-Kriegs hätte den Krieg verhindern können. Vielfach ist behauptet worden, dass die berüchtigte Mexiko-Depesche den Krieg mit den Vereinigten Staaten herbeigeführt hätte. Ich halte diese Auffassung nicht für richtig. Die Depesche ist mit großem Erfolge propagandistisch gegen uns ausgenutzt worden, aber der Abbruch der diplomatischen Beziehungen war [...] nach Lage der Dinge unter allen Umständen gleichbedeutend mit Krieg.

## Hintergründe zur Entzifferung
Zu Beginn des Ersten Weltkriegs im August 1914 hatte die Verschlüsselungstechnik im Deutschen Reich kein besonders hohes Niveau erreicht. Zumeist lief es auf die Verwendung von Codebüchern hinaus. Diese waren große Lexika, in denen bestimmten Begriffen entsprechende Zahlen zugeordnet waren. So wurde etwa das Wort „Bodenstück“ als Zahl „53431“ verschlüsselt, „Bodenventil“ als „53432“ und „Bohrer“ als „53442“. Vieles folgte dann entsprechend in alphabetischer Folge. Die deutsche Marine benutzte das Signalbuch der Kaiserlichen Marine (SKM) vom 7. Januar 1913. Auf allen Kriegsschiffen wurden mehrere derartige Bücher mitgeführt.
Am 25. August 1914 kam es zu einem entscheidenden Zwischenfall: Nach der Schlacht bei Gumbinnen hatte sich das Deutsche Reich in Ostpreußen vor der Russischen Armee zurückziehen müssen, war aber gleichzeitig mit mehreren Kreuzern und Torpedobooten vor dem Eingang zum Finnischen Meerbusen in Stellung gegangen, um dort russische Panzerkreuzer angreifen zu können. Im Laufe der Kriegshandlungen lief der deutsche Kreuzer Magdeburg bei der estnischen Insel Odinsholm (estnisch: Osmussaar) auf Grund. Die Ursache wurde nie restlos geklärt. Nach der Dienstanweisung sollten sämtliche Geheimsachen vernichtet werden. In dem Regelwerk stand unter anderem: „Liegt die Gefahr vor, dass das Signalbuch in Feindeshand fällt, so ist es über Bord zu werfen oder (durch Feuer) zu vernichten“. Im Verlauf der hektischen Rettungsaktionen warfen Matrosen verschiedene Bücher und Papiere über Bord, die Signalbücher sollten wegen der geringen Wassertiefe verbrannt werden. Von den drei an Bord befindlichen Signalbüchern wurden jedoch zwei übersehen und nicht durch Feuer vernichtet.
Während der nächsten Wochen wurde das Wrack der Magdeburg von russischen Marinetauchern gründlich untersucht, die am Meeresgrund zwei noch völlig intakte Signalbücher fanden. Keine zwei Wochen nach Bergung der wertvollen Bücher konnten die russischen Dechiffrierspezialisten bereits die ersten Funksprüche der deutschen Seite entziffern. Die kaiserliche Marine war ahnungslos und ging davon aus, dass alle Codebücher restlos vernichtet waren.
Bereits im Oktober 1914 erhielt der britische Marineminister Winston Churchill durch russische Offiziere eines der beiden Exemplare überreicht. Eine daraufhin eigens geschaffene kryptologische Abteilung (Room 40) begann nun mit dem Versuch, die deutschen Funksprüche zu entziffern. Insgesamt über achthundert Funker und fast achtzig Kryptologen beschäftigten sich im Laufe der nächsten Zeit mit den verschlüsselten Texten und mussten die Hürde einer zusätzlichen, aber einfacheren, Verschlüsselung nehmen, mit denen die Nachrichten von der deutschen Seite nochmals abgesichert worden waren. Unter Zuhilfenahme weiterer erbeuteter Materialien gelang es, die geheimen Nachrichten ohne Wissen der deutschen Seite zu entziffern.
Auch am 16. Januar 1917 – dem Tag der Übermittlung der Depesche – war den Fachleuten des Deutschen Reiches nicht bewusst, dass die wesentlichen Hilfsmittel zur Entzifferung ihres Codes auf britischer Seite vorlagen. Es wurde sogar darauf verzichtet, eine „doppelte“ Verschlüsselung durchzuführen. Dies führte dazu, dass die drei britischen Codebreakers Nigel de Grey, „Dilly“ Knox und William Montgomery sie bereits am nächsten Tag teilweise entziffern konnten. Am 5. Februar übergab der britische Admiral William Reginald Hall das – allerdings noch nicht vollständig – entzifferte Telegramm dem Unterstaatssekretär Lord Hardinge, der diese Version dem US-Präsidenten Wilson zur Kenntnis bringen sollte, um die Vereinigten Staaten zum Kriegseintritt zu bewegen.
Nach einigen Verschleierungstaktiken, die die deutsche Seite überzeugen sollten, dass das Telegramm auf US-amerikanischer Seite entschlüsselt worden sei, erschien am Morgen des 1. März in der New York Times ein Artikel, der den Text des deutschen Vorschlags an Mexiko – inzwischen vollständig dechiffriert – in voller Länge ausbreitete.